# Степной (Октябрьский район)
Степной — хутор в Октябрьском районе Ростовской области.
Входит в состав Керчикского сельского поселения.

## География
На хуторе имеется одна улица — Садовая.

## Население
| 2010 |
| ---- |
| 100  |